# Supersypnoides albina
Supersypnoides albina là một loài bướm đêm trong họ Noctuidae.